# 장대현중고등학교
장대현중고등학교(章臺峴中高等學校)는 부산광역시 강서구에 있는 북한이탈주민 학생들을 위한 사립 각종학교이다.

## 학교 연혁
- 2014년 3월 1일 : 개교[1]
- 2023년 3월 1일 : 각종학교로 인가[2]